# William H. Dana
William Harvey „Bill” Dana (n. 3 noiembrie 1930, Pasadena, California, SUA – d. 6 mai 2014, Phoenix, Arizona, SUA) a fost un inginer aeronautic și aerospațial american, pilot al Forțelor Aeriene ale Statelor Unite ale Americii, pilot de testare al NASA și astronaut.
A fost unul dintre foarte puținii piloți (doar doisprezece în total), care au zburat cu avionul X-15, un avion spațial experimental operat în comun de Forțele Aeriene americane și NASA. Dana a fost, de asemenea, selectat pentru participarea la programul X-20 Dyna-Soar.
În cazul a două zboruri diferite, Dana a zburat cu celebrul X-15 la o altitudine de peste 50 de mile (peste 80 de km), calificându-se astfel ca astronaut conform definiției din Statele Unite a graniței spațiului. Cu toate acestea, niciun zbor al său nu a depășit linia Kármán, limita acceptată azi la nivel internațional ca fiind cea minimă de a primi titulatura de astronaut, care este de 100 de kilometri sau puțin peste 62 de mile.

## Tinerețea și educația
Dana s-a născut la Pasadena, statul California, pe 3 noiembrie 1930. A primit o diplomă de licență în știință de la Academia Militară a Statelor Unite ale Americii în 1952 și a servit patru ani ca pilot în Forțele Aeriene ale Statelor Unite. A intrat la NASA la 1 octombrie 1958, după ce a primit un master în știință în inginerie aeronautică de la Universitatea Sudului Californiei, în original University of Southern California. Dana s-a căsătorit cu soția sa, Judi, în 1962, cu care a avut patru copii.

## Cariera de pilot de testare și de astronaut

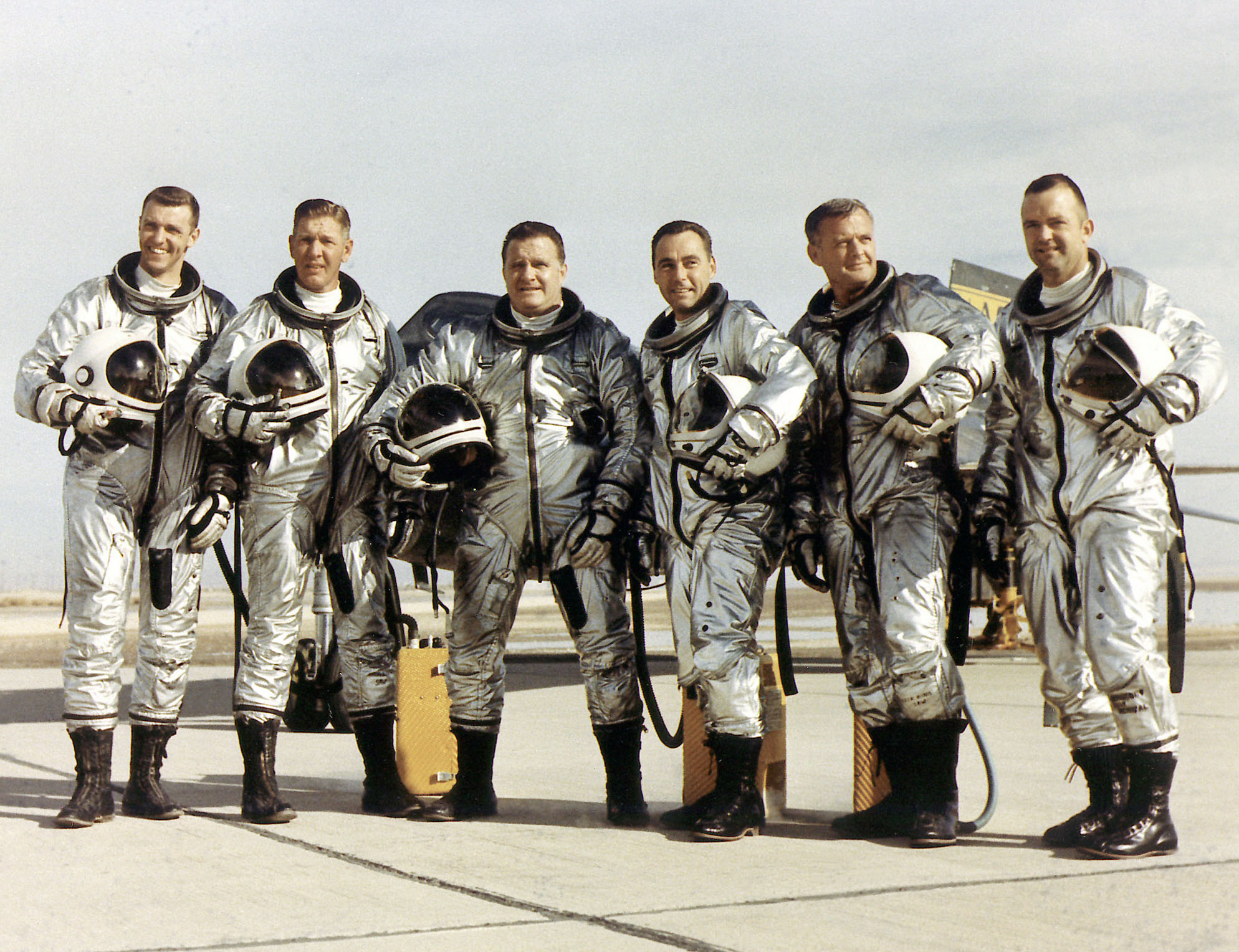
Piloti X-15 (Dana: la dreapta)

Din 1960 până în 1962 a fost astronaut pilot în cadrul programului Dyna-Soar al Forțelor Aeriene X-20 din SUA. Acest program a fost anulat înainte de zborul vehiculului, dar Dana a testat ulterior mai multe proiecte de vehicule spațiale pentru ridicare. A făcut unul dintre primele zboruri din placajul M2-F1 și a zburat HL-10, M2-F3 și X-24B. El a făcut cel mai înalt zbor vreodată într-un corp de ridicare, la 90.303 de metri, în HL-10. De asemenea, el a făcut zborul final cu motor al unui corp de ridicare, în X-24B (1975). Dana a început ca inginer la programul X-15 din America de Nord. El a progresat în urmărirea pilotului și, în final, ca pilot de proiect pe aeronavele de cercetare hipersonice. A zburat vehiculul pe rachetă de 16 ori, atingând o viteză maximă de 3.897 mph. Altitudinea de vârf de 307.000 de metri înălțime (aproape 59 de mile înălțime) l-a calificat tehnic pentru Insigna Astronautului, deși nu a fost recunoscut formal ca astronaut până în 2005. El a fost pilotul în ultimul (199) zbor al programului de 10 ani. La sfârșitul anilor ’60 și în anii ’70, Dana a fost un pilot de proiect al programului de caroserie de ridicare echipat, care a zburat mai multe versiuni ale vehiculelor fără aripi și a produs date care au ajutat la dezvoltarea navetei spațiale. El a completat un NASA M2-F1, nouă Northrop HL-10, nouăsprezece Northrop M2-F3 și două zboruri Martin Marietta X-24B, pentru un total de 31 de misiuni ale corpului de ridicare.

### Cariera la NASA
Dana a fost inginer șef la Centrul de Cercetare a Zborului Dryden de la NASA, Baza Forțelor Aeriene Edwards, California, din 1993 până în 1998, când s-a retras după aproape 40 de ani de serviciu distinct la NASA. Fost pilot de cercetare aerospațială, Dana a pilotat aeronava de cercetare cu stabilitate variabilă F-100 și aeronava Advanced Fighter Technology Integration / F-16, precum și multe altele. Înainte de ocuparea funcției de inginer șef, a fost asistent șef al diviziei de operațiuni de zbor, funcție pe care și-a asumat-o după ce a funcționat din 1986 ca șef-pilot. El a fost, de asemenea, un pilot de proiect al programului de cercetare F-15 HIDEC (High Integrated Digital Electronic Control) și un pilot de co-proiect în programul de cercetare F-18 Hornet High Angle of Attack. Ca pilot de cercetare, Dana a fost implicată în unele dintre cele mai semnificative programe aeronautice derulate la Dryden. Pentru serviciul său de pilot de cercetare în zbor, a primit medalia serviciului distins NASA în 1997. În 2000 i-a fost acordat Milton O. Thompson Lifetime Achievement Award de la Dryden Flight Research Center.

## Moartea
Dana a murit la 83 de ani în Phoenix, Arizona, pe 6 mai 2014, din cauza bolii Parkinson.

## Onoruri
Pentru contribuțiile sale la programul de ridicare a corpului, Dana a primit Medalia Serviciului Excepțional NASA. În 1976 a primit premiul Haley Space Flight Award de la Institutul American de Aeronautică și Astronautică (AIAA) pentru munca sa de cercetare la sistemele de control al corpului de ridicare M2-F3. Membru al Societății de experimente experimentale, Dana este autoarea mai multor lucrări tehnice. În 1993, el a fost introdus în Walk of Honor. Aripile astronautului În timpul programului X-15, opt piloți au zburat peste 264.000 de metri sau 50 de mile, calificându-se astfel ca astronauți conform definiției Statelor Unite ale graniței spațiale. Dintre acești piloți, cinci erau angajați ai Forțelor Aeriene cu activitate activă, cărora li s-au acordat aripi de astronaut militar în paralel cu realizările lor. Cu toate acestea, celelalte trei, inclusiv Dana, erau atunci angajați ai NASA și nu au primit atunci o decorație comparabilă. În 2004, Administrația Aviației Federale a conferit primele aripi comerciale ale astronautului lui Mike Melvill și Brian Binnie, piloți ai spațiului comercial SpaceShipOne, un alt avion spațial cu un profil de zbor comparabil cu X-15. În urma acestui fapt, în 2005, NASA și-a acordat retroactiv aripile astronautului civil lui Dana (pe atunci trăind), și lui McKay și Walker (postum).